# پرامیویر
پرامی‌ویر (انگلیسی: Peramivir) یک داروی ضد ویروس است که جهت درمان بیماری آنفلوانزا ساخته شده‌است. پرامی‌ویر یک داروی بازدارنده نورآمینیداز است که آنزیم نورآمینیداز ویروس را در حالت گذار مهار می‌کند و بدین ترتیب اجازه نمی‌دهد تا ویروس‌های نوظهور، از سلول آلوده بیرون بریزند. این دارو به‌صورت تزریق وریدی تجویز می‌شود.
در اکتبر ۲۰۰۹ میلادی و در جریان دنیاگیری ۲۰۰۹ آنفلوانزای خوکی، گزارش شد که این دارو در ۸ بیمار مبتلا به آنفلوانزای خوکی شدید، «نجات‌بخش» بوده‌است. به‌دنبال آن، سازمان غذا و داروی ایالات متحده آمریکا بر پایهٔ اطلاعات به‌دست آمده از کارآزمایی‌های بالینی فاز ۱ و ۲ و چند فاز ۳ محدود یک مجوز فوری موقتی برای مصرف این دارو صادر کرد. مهلت این مجوز در ژوئن ۲۰۱۰ به پایان رسید. در ۱۹ دسامبر ۲۰۱۴ این سازمان سرانجام پرامی‌ویر را جهت درمان آنفلوانزای بزرگسالان مورد پذیرش قرار داد.
پرامی‌ویر در ژاپن و کره جنوبی هم تأیید شده‌است.